# Miftah al-Usta Umar
Miftah al-Usta Umar (arabisch مفتاح الأسطى عمر, DMG Miftaḥ al-Usṭā ʿUmar; * 1935; † 22. März 2010) war Staatsoberhaupt von Libyen.
Miftah al-Usta Umar war Generalsekretär des Allgemeinen Volkskongresses vom 15. Februar 1984 bis zum 7. Oktober 1990, de jure Staatsoberhaupt von Libyen.
| Personendaten    | Personendaten                                   |
| ---------------- | ----------------------------------------------- |
| NAME             | Miftah al-Usta Umar                             |
| KURZBESCHREIBUNG | libyscher Politiker, Staatsoberhaupt von Libyen |
| GEBURTSDATUM     | 1935                                            |
| STERBEDATUM      | 22. März 2010                                   |